# Johan Adolph Benjamin König
Johan Adolph Benjamin König, född 19 januari 1764 i Klara församling, Stockholm, död 5 juni 1854 i Kungsholms församling, Stockholm, var en svensk officer och kompositör.

## Biografi
König blev överstelöjtnant 1805 och fick avsked med överstes grad 1810. Han blev tillfångatagen av ryssarna under Viborgska gatloppet 1790 och deltog i försvaret av Pommern 1807. König var amatörviolinist och invaldes som ledamot nummer 118 i Kungliga Musikaliska Akademien den 18 april 1788 och en andra gång den 23 januari 1793. Han var bror till ledamot nummer 145 Carl Fredrik König samt invaldes även i Kungliga Krigsvetenskapsakademien 1796.